# 卡兰 (摩泽尔省)
卡兰（法語：Carling，法語發音：[kaʁlɛ̃]；莱茵法兰克语：Karlinge）是法国摩泽尔省的一个市镇，属于福尔巴克-布莱摩泽尔区。

## 地理
卡兰（49°9'59"N, 6°42'57"E）面积2.67 平方千米，位于法国大東部大區摩泽尔省，该省份为法国东北部内陆省份，是洛林的一部分，西南接默尔特-摩泽尔省，东临下莱茵省，北与卢森堡和德国接壤。
与卡兰接壤的市镇（或旧市镇、城区）包括：克勒茨瓦尔德、洛皮塔勒、聖阿沃爾德、迪森。
卡兰的时区为UTC+01:00、UTC+02:00（夏令时）。

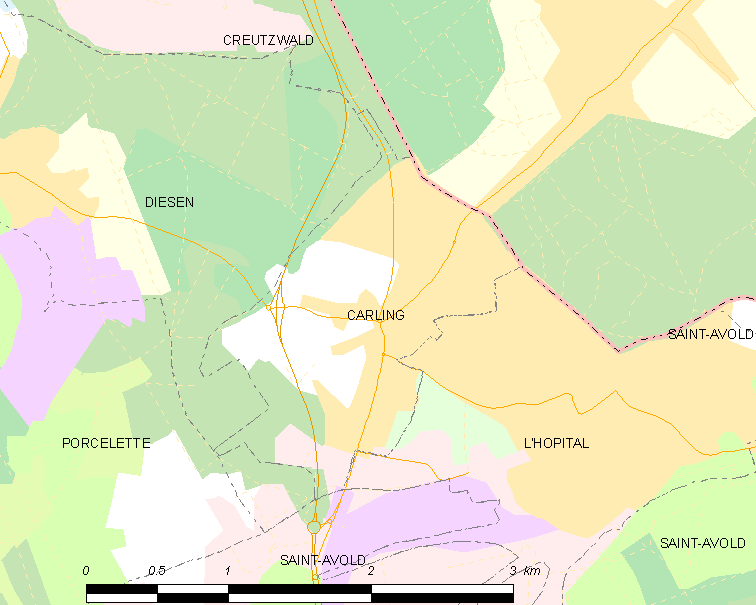
卡兰的OSM定位图

## 行政
卡兰的邮政编码为57490，INSEE市镇编码为57123。

## 政治
卡兰所属的省级选区为圣阿沃尔德县。

## 人口

1962-2008年间卡兰人口变化图示

卡兰于2022年1月1日时的人口数量为3332人。